# Thuredrith
De Thuredrith of Thure is een voormalige waterloop, in de ijzertijd ontstaan als doorbraak van de Merwede naar de Dubbel/Devel. Hierdoor ontstonden in het lager gelegen komgebied tussen wat nu Dordrecht en Zwijndrecht is meerdere geulen. Naarmate de Merwede meer water ging afvoeren, verdiepte een van de geulen zich en ontstond wat nu de Oude Maas is. De Thure is de enige geul die niet in deze Oude Maas terecht is gekomen. 
Een deel van het gebied dat door de steeds breder wordende Oude Maas verdwenen is, werd later teruggewonnen toen men door aanplemping van grond tussen de daar liggende steigers nieuwe bouwgrond wist te creëren. Inmiddels was aan de Thure een nederzetting ontstaan, de huidige stad Dordrecht. Wat eens de Thure was is nu de Voorstraathaven en de Wijnhaven.